# 叶双瑜
叶双瑜（1955年11月—），福建上杭人。1978年8月参加工作，1975年3月加入中国共产党。福建师范大学经济法律学院政治经济学专业毕业，中共中央党校在职研究生学历。
历任福建省人民政府办公厅副主任，福州大学党委书记，福建省科学技术厅厅长，福建省人民政府副省长等职。2011年11月，任中共福建省委常委、秘书长、省直机关工委书记。2016年1月，当选福建省十二届人大常委会副主任。2018年2月24日，当选为第十三届全国人大代表。